# Hungersnotstele

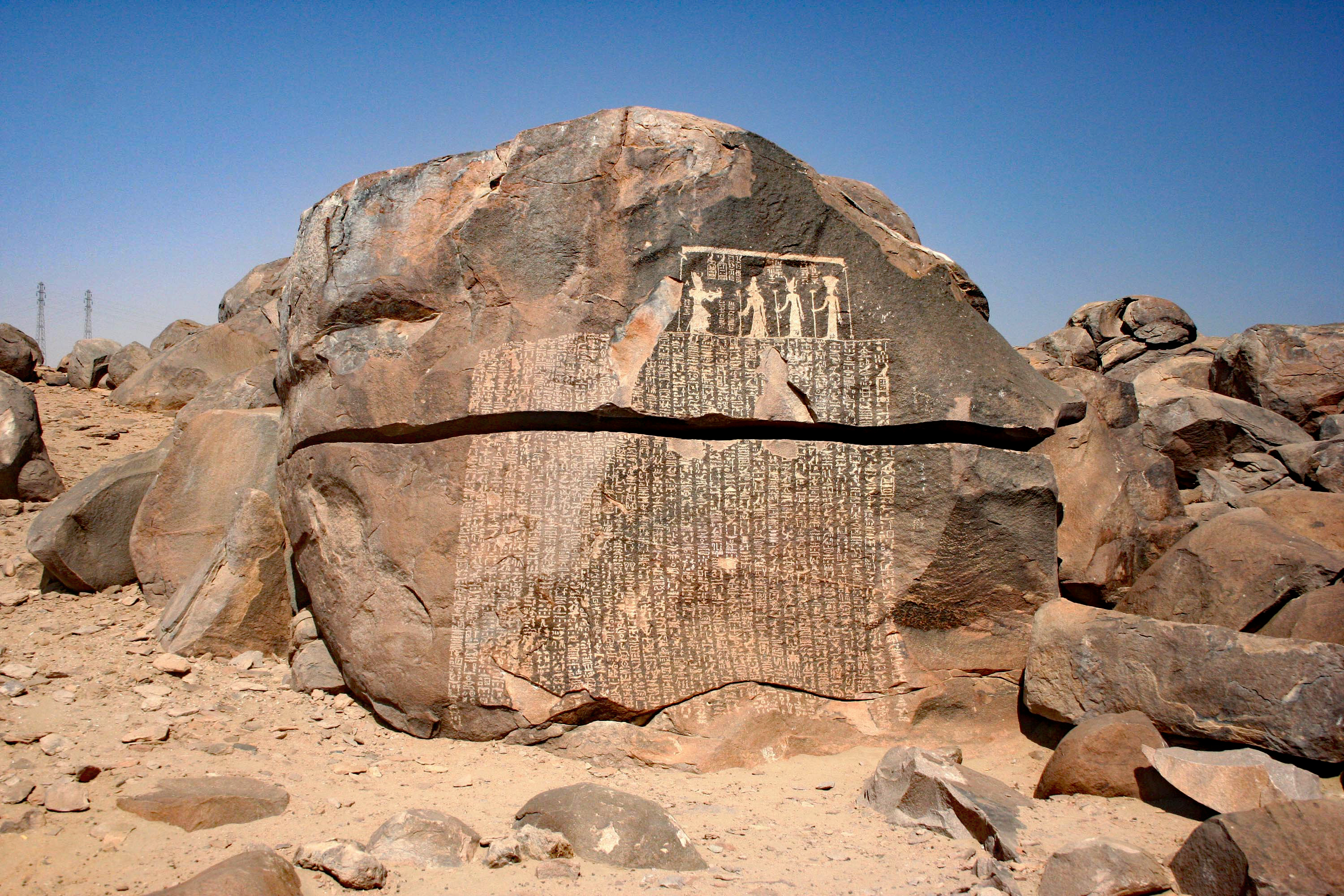
Die Hungersnotstele auf der Insel Sehelnarti

Die Hungersnotstele ist eine Felsinschrift auf der Nilinsel Sehel im Gebiet des 1. Kataraktes an der Südgrenze des alten Ägypten.
Die Inschrift wurde 1889 von Charles Edwin Wilbour entdeckt. Eine Szene über der Inschrift zeigt König (Pharao) Djoser beim Opfer vor den Lokalgottheiten von Elephantine, Chnum, Satet und Anuket. Vokabular, Grammatik und Orthographie der hieroglyphischen Inschrift legen eine Datierung in die Ptolemäerzeit nahe.
Die fiktive Handlung der Inschrift datiert in das achtzehnte Regierungsjahr des Djoser (3. Dynastie). Der Text berichtet, wie Djoser das Gebiet der Dodekaschoinos in Unternubien dem Gott Chnum von Elephantine stiftete, um eine sieben Jahre anhaltende Hungersnot zu beenden, die durch das Ausbleiben der Nilflut verursacht wurde. Zuvor hatte sein Beamter Imhotep in den alten Schriften geforscht und herausgefunden, dass der Nil bei Elephantine entspringe und deshalb von Chnum beherrscht werde.
Eine Verbindung zwischen der auf dieser Stele erwähnten siebenjährigen Hungersnot und dem Beamten Imhotep ist ebenfalls durch eine lange Inschrift in Sakkara gegeben. Der Überlieferung nach ist Imhotep der Erbauer der Stufenpyramide und des Gebäudekomplexes von Sakkara. In einer dort gefundenen Inschrift wird eine große Anzahl an hungernden Menschen gezeigt, was sich vermutlich auf die Hungersnot bezieht.
Die auf der Hungersnotstele angegebene Nilfluthöhe von „28 Ellen“, im Vergleich zu den Angaben der Nilfluthöhen in Elephantine im Bereich des Satis-Tempels, entspricht in der Region von Elephantine bis Sehel einer Höhe von etwa 92,9 Metern über NN und steht in keinem Zusammenhang der sonst festgestellten sowie überlieferten Werte. Daher muss diese Angabe aus Quellen stammen, die in keinem direkten Bezug hinsichtlich tatsächlich gemessener Pegelhöhen stehen.
Die Inschrift wurde wohl in ptolemäischer Zeit geschaffen, um Ansprüche der Priesterschaft des Chnum-Tempels von Elephantine an den Erträgen aus der Dodekaschoinos zu untermauern. Hintergrund war vielleicht die wachsende Bedeutung des südlich von Elephantine gelegenen Tempels der Göttin Isis von Philae in ptolemäischer Zeit. Tatsächlich stifteten Ptolemaios II. und seine Nachfolger die Dodekachoinos dem Isis-Tempel von Philae.
Eine andere Inschrift aus dem Neuen Reich, vermutlich aus der Regierungszeit von Ramses III., die man ebenfalls auf Elephantine fand, scheint auch auf diese Schenkung Bezug zu nehmen. Sie ist jedoch nur in Fragmenten erhalten. Hier ist die Rede von der Schenkung eines Feldes an einen Gott, dem Vater der Götter und Göttinnen. Bei diesem Gott handelt es sich mit großer Wahrscheinlichkeit um Chnum.
Die Inschrift ist besonders wegen ihrer Bezüge zur Josefsgeschichte bekannt.